# Alpes de Gurktal
O Alpes de Gurktal  (em alemão:  Gurktaler Tauern) é um maciço montanhoso que se encontram na região da Estíria, Salisburgo, e de Caríntia na Áustria. O cume mais alto, que é ao mesmo tempo o mais alto desta secção alpina, é o Eisenhut   com 2.441 m.
O nomes desta maciço dá o nome ao rio que nasce do degelo e se chama Gurk.

## Localização
O Alpes de Gurktal têm da mesma secção alpina, a Leste, o Alpes de Lavanttal
De outras secções tem a Norte os Tauern de Radstadt e a Sudeste os Alpes de Gail, e a Oeste os Alpes Tauern

## SOIUSA
A Subdivisão Orográfica Internacional Unificada do Sistema Alpino (SOIUSA) dividiu os Alpes em duas grandes Partes: Alpes Ocidentais e Alpes Orientais, separados pela linha formada pelo  Rio Reno - Passo de Spluga - Lago de Como - Lago de Lecco.
A secção alpina dos Alpes da Estíria e da Caríntia é formada pelos Alpes de Gurktal, e os Alpes de Lavanttal.

### Classificação  SOIUSA
Segundo a SOIUSA este acidente geográfico é uma Sub-secção alpina com as seguintes características:
- Parte = Alpes Orientais
- Grande sector alpino = Alpes Orientais-Centro
- Secção alpina = Alpes da Estíria e da Caríntia
- Sub-secção alpina =  Alpes de Gurktal
- Código = II/A-19.I

## Imagens

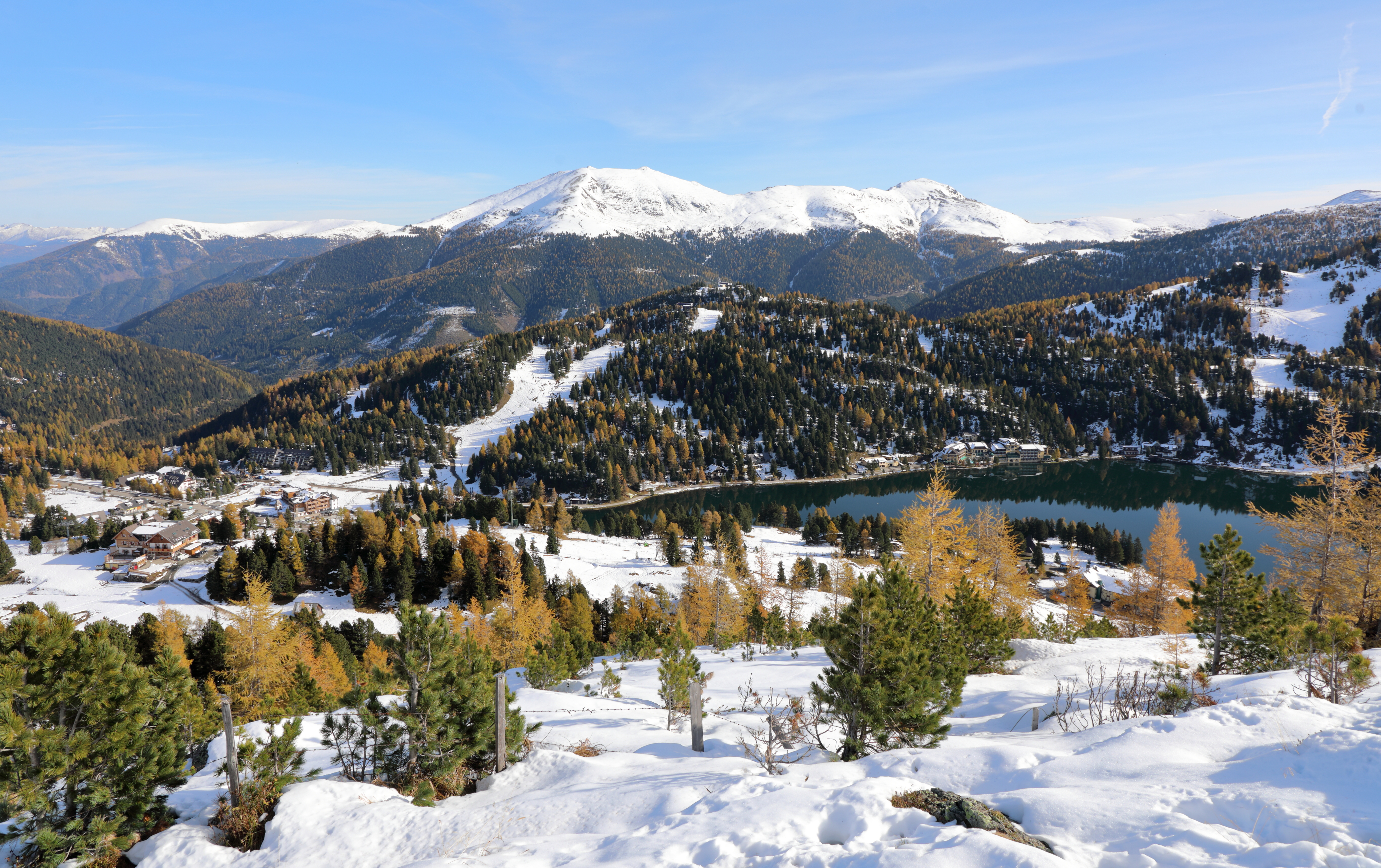
Eisenhut (2441 metro) e Wintertalernock (2394 metro)